# Txelis (futbolista)
José Luis Fernández Prieto (Bilbao, 15 de mayo de 1963) es un exfutbolista español que se desempeñó como defensa.

## Clubes
| Club                  | País   | Año       |
| --------------------- | ------ | --------- |
| Sestao S. C.          | España | 1985-1986 |
| R. C. D. Español      | España | 1986-1989 |
| Real Burgos C. F.     | España | 1989-1991 |
| Real Murcia C. F.     | España | 1991-1992 |
| Real Valladolid C. F. | España | 1992-1994 |